# Agamura
Agamura é um género de répteis escamados da família Gekkonidae. Este género encontra-se distribuído pelo Médio Oriente (Irão, Paquistão e Afeganistão). São animais terrestres e nocturnos. Vivem em meios desérticos.

## Espécies
- Agamura femoralis
- Agamura misonnei
- Agamura persica

A espécie Agamura gastropholis, que fazia parte deste género, foi renomeada para Cyrtopodion gastropholis.